# Epimicta longicaudalis
Epimicta longicaudalis är en stekelart som beskrevs av Vladimir Ivanovich Tobias 1998. Epimicta longicaudalis ingår i släktet Epimicta och familjen bracksteklar. Inga underarter finns listade i Catalogue of Life.